# Atletica leggera ai Giochi della II Olimpiade - 400 metri piani
La gara dei 400 metri piani dei Giochi della II Olimpiade si tenne il 14 e 15 luglio 1900 a Parigi, in occasione dei secondi Giochi olimpici dell'era moderna.

## L'eccellenza mondiale
In campo internazionale la specialità è ancora poco popolare. Molto più praticate sono le 440 iarde (402,336 metri). I migliori atleti del mondo corrono la distanza in meno di 49"0. Il dominatore della specialità è Maxie Long. Nel 1895 ha eguagliato il record mondiale con 48"5y. Nel 1898 ha vinto il titolo nazionale e si è ripetuto nel 1899. A Parigi si presenta da favorito.

## Risultati

### Primo turno
Nel primo turno si disputarono tre batterie; i primi due si qualificarono per la finale.
Batteria 1
| Pos. | Nazione     | Atleta            | Tempo |
| ---- | ----------- | ----------------- | ----- |
| 1    | Stati Uniti | Maxie Long        | 50"4  |
| 2    | Stati Uniti | Harry Glover Lee  | n/d   |
| 3    | Stati Uniti | Harvey Lord       | n/d   |
| 4    | Francia     | Georges Clément   | n/d   |
| 5    | Stati Uniti | Walter Drumheller | n/d   |

Batteria 2
| Pos. | Nazione     | Atleta          | Tempo |
| ---- | ----------- | --------------- | ----- |
| 1    | Stati Uniti | William Moloney | 51"0  |
| 2    | Danimarca   | Ernst Schultz   | n/d   |
| 3    | Francia     | Adrien Faidide  | n/d   |
| 4    | Ungheria    | Pál Koppán      | n/d   |
| 5    | Norvegia    | Yngvar Bryn     | n/d   |

Batteria 3
| Pos. | Nazione     | Atleta          | Tempo |
| ---- | ----------- | --------------- | ----- |
| 1    | Stati Uniti | Dixon Boardman  | 51"2  |
| 2    | Stati Uniti | William Holland | n/d   |
| 3    | Stati Uniti | Henry Slack     | n/d   |
| 4-5  | Ungheria    | Zoltán Speidl   | n/d   |
| 4-5  | Italia      | Umberto Colombo | n/d   |

### Finale

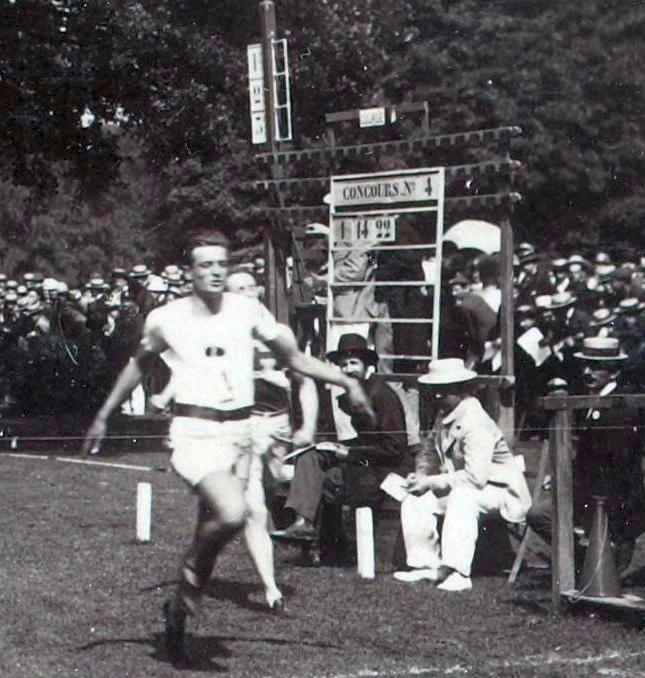
L'arrivo di Maxie Long visto da un'altra angolatura

Su sei qualificati, cinque sono statunitensi.

La finale è prevista di domenica alle 15,00. La scelta degli organizzatori spinge gli atleti anglo-americani a disertare la gara. Cinque università USA proibiscono ai propri atleti di scendere in campo. Non si presentano: Harry Glover Lee, William Moloney e Dixon Boardman.

La finale è dimezzata: solo tre atleti si presentano alla partenza.

I due americani rimasti, Maxie Long (New York Athletic Club) e William Holland (Università di Georgetown), si contendono l'oro. Holland sa di essere meno forte di Long. Cerca di sorprenderlo sullo sparo (commette in realtà una partenza anticipata, quindi irregolare) e conduce la gara fino al rettilineo finale. La maggiore resistenza di Long gli consente di superarlo nel finale. Long prevale di meno di un metro con il tempo di 49”4, stabilendo il nuovo record olimpico.
| Pos.    | Nazione     | Atleta           | Età | Tempo ufficiale | Tempo stimato |
| ------- | ----------- | ---------------- | --- | --------------- | ------------- |
| Oro     | Stati Uniti | Maxie Long       | 22  | 49"4            |               |
| Argento | Stati Uniti | William Holland  | 26  |                 | (49"6e)       |
| Bronzo  | Danimarca   | Ernst Schultz    | 21  |                 | (51"5e)       |
| dns     | Stati Uniti | Dixon Boardman   | 20  |                 | n/d           |
| dns     | Stati Uniti | Harry Glover Lee | 23  |                 | n/d           |
| dns     | Stati Uniti | William Moloney  | 24  |                 | n/d           |

Il 29 settembre a New York Maxie Long corse le 440 iarde in un eccezionale 47"8, stabilendo un record che resistette per 16 anni.